# إلين إريكسن
إلين إريكسن (بالدنماركية: Eline Eriksen)‏ هي عارضة دنماركية، ولدت في 6 فبراير 1881، وتوفيت في 24 سبتمبر 1963 في كوبنهاغن في الدنمارك.